# Lasioglossum californiae
Lasioglossum californiae là một loài Hymenoptera trong họ Halictidae. Loài này được Ellis mô tả khoa học năm 1924.